# The Dark Side of the Moon
The Dark Side of the Moon er det ottende studiealbum af den engelske progressive rockgruppe Pink Floyd og blev udgivet i marts 1973. Konceptalbummet bygger på idéer bandet fik under deres liveshows og tidligere indspilninger, men albummet mangler den udvidede instrumentale udflugt, der karakteriserede deres musik efter det grundlæggende medlem, hovedkomponisten og sangskriveren Syd Barrett forlod bandet i 1968. The Dark Side of the Moons temaer omhandler konflikt, grådighed, tidens gang og psykisk sygdom, hvoraf sidstnævnte er delvist inspireret af Barretts forværrende psykiske tilstand.
Albummet blev udformet som en del af en kommende turné med liveshows, og havde premiere adskillige måneder før studieindspilningen begyndte. Det nye materiale blev finpudset under turnéen og indspillet i to omgange; først i 1972 og sidenhen i 1973 ved Abbey Road Studios i London. Bandet brugte nogle af de mest avancerede indspilningsteknikker fra den tid, heriblandt flersporet indspilning og looping. Parallelle synthesizere blev brugt på adskillige spor, og en række optagede interviews med administrationen og bandets personale udgav en bunke filosofiske citater, der blev brugt på albummet. Teknikeren Alan Parsons var direkte ansvarlig for en del af de mest bemærkelsesværdige lyde på albummet, heriblandt Clare Torrys vokal, der blev sunget uden ord.
The Dark Side of the Moon blev en øjeblikkelig succes og toppede Billboard 200 en hel uge. Derefter blev den på hitlisten i 741 uger fra 1973 til 1988, længere end noget andet album i historien. Med omkring 45 millioner kopier solgt, er det Pink Floyds kommercielt mest succesfulde album og et af de bedst sælgende album verden over. Det er to gange blevet remastered og genudsendt, og er blevet spillet af mange andre kunstnere. Det gav anledning til to singler, "Money" og "Us and Them". Foruden at være den største kommercielle succes er Dark Side of the Moon et af Pink Floyds mest populære album blandt fans og kritikere og er ofte regnet for at være et af de bedste rockalbum nogensinde.

## Baggrund
Efter udgivelsen af Meddle i 1971 samlede bandet sig til en kommende turné i Storbritannien, Japan og USA. Under øvningen i Broadhurst Gardens i London skabtes udsigterne til et nyt album, selvom deres højeste prioritet på det tidspunkt var at skrive nyt materiale. Ved et bandmøde hjemme hos trommeslageren Nick Mason i Camden, foreslog bassisten Roger Waters, at et nyt album kunne tage form under turnéen. Waters' idé var at albummet skulle handle om ting der "gør folk rasende", med fokus på det pres bandet oplevede forårsaget af deres vanskelige livsstil, og omhandler tydeligt det tidligere bandmedlem Syd Barrets psykiske tilstand. Bandet havde fundet på noget lignende da de lavede The Man and the Journey i 1969. Guitaristen David Gilmour sagde i 2003 i et interview fra Rolling Stone:
… Jeg tror vi alle mente – og Roger mente helt sikkert – at mange af teksterne vi havde brugt var lidt for indirekte. Der var bestemt en følelse af at ordene ville blive meget tydelige og bestemte.
Alle fire medlemmer var enige om at Waters' idé om et album samlet af et enkelt tema var god. Waters, den vigtigste sangskriver, Gilmour, Mason og keyboardspilleren Richard Wright deltog i sangskrivningen og produktionen af det nye materiale, og Waters lavede de tidlige demo-spor i sit hjem i Islington, hvor han havde bygget et lille indspilningsstudie i hans haveskur. Dele af det nye album var taget fra tidligere ubrugte materialer; den første sætning i "Breathe" kom fra et tidligere værk af Waters og Ron Geesin, skrevet på soundtracket til The Body, og den grundlæggende struktur af "Us and Them" var taget fra et stykke Wright oprindeligt havde komponeret til filmen Zabriskie Point. Bandet øvede i et pakhus i London ejet af The Rolling Stones, og senere på Rainbow Theatre. De købte også ekstra grej, heriblandt nye højtalere, et PA system, en 28-sporet mixer med 4 kvadrofoniske udgange, og specialbygget belysningsudstyr. 3 tons udstyr blev transporteret i 3 lastvogne; dette var første gang bandet havde taget et helt album med på turné, men det ville gøre dem i stand til at forfine og forbedre det nye materiale, som på dette tidspunkt var blevet givet den midlertidige titel The Dark Side of the Moon (an allusion to luncy, rater than astronomy). Da de opdagede at titlen allerede var blevet brugt af et andet band, Medicine Head, blev den midlertidigt ændret til Eclipse. Det nye materiale havde premiere ved The Dome i Brighton, den 20. januar 1972, og efter Medicine Heads kommercielle fiasko af deres album, blev titlen ændret tilbage til bandets oprindelige forkærlighed.
Dark Side of the Moon: A Piece for Assorted Lunatics, som det tidligere var kendt som, blev spillet over for en samlet presse den 17. februar 1972 – mere end et år før den endelige udgivelse – på Rainbow Theatre, og fik kritisk ros. Michael Wale fra The Times beskrev stykket som "… fik tårer til at bryde frem. Det var fuldstændig forståeligt og musikalsk afhørende." Derek Jewell fra The Sunday Times skrev: "Pink Floyds kunstneriske hensigts mål er nu stort." Melody Maker var dog mindre entusiastisk: "Musisk set var der nogle gode idéer, men lydeffekterne fik mig tit til at tænke på om jeg var i et fuglebur i London zoo." Den efterfølgende turné blev rost af publikummet. Det nye materiale blev spillet live, i selv samme rækkefølge som det senere ville blive indspillet, men der var tydelige forskelle mellem liveudgaven og den indspillede udgave, der blev udgivet et år senere, heriblandt manglen på synthesizere på numre som "On the Run" og bibellæsninger, der senere blev erstattet af Clare Torrys sang uden ord på "The Great Gig in the Sky".
Bandets lange turné gennem Europa og Nordamerika gav dem mulighed for at lave kontinuerlige forbedringer til kvaliteten af deres liveoptrædener. Studieindspilninger blev presset ind mellem deres turnédatoer; øvetiderne begyndte i England den 20. januar 1972, men i slutningen af februar rejste bandet til Frankrig og indspillede musik til den franske instruktør Barbet Schroders film, La Vallée. Derefter optrådte de i Japan og vendte tilbage til Frankrig i marts for at færdiggøre arbejdet med filmen. Efter adskillige arrangementer i Nordamerika fløj bandet til London for at indspille albummet fra den 24. maj til den 25. juni. Der blev arrangeret flere koncerter i Europa og Nordamerika inden bandet igen vendte tilbage den 9. januar 1973 for at færdiggøre albummet.

## Koncept
The Dark Side of the Moon blev lavet ud fra eksperimenter Pink Floyd havde forsøgt sig med i deres tidligere liveoptrædener og indspilninger, men mangler den udvidede instrumentale udflugt, som, ifølge David Fricke, var blevet et af bandets kendetegn efter det stiftende medlem Syd Barrett forlod bandet i 1968. David Gilmour, Barretts erstatning, refererede senere til de instrumentale dele som "det psykedeliske improviserede halløj" og nævnte sammen med Waters, at Meddle fra 1971 var et vendepunkt mod, hvad der ville blive realiseret på albummet. The Dark Side of the Moon's lyriske tema omhandler konflikt, gråd, tidens gang, død og psykisk lidelse (eller "sindssyge"), hvor det sidstnævnte delvist er inspireret af Barretts forværrende mentale tilstand; han havde været bandets vigtigste komponist og sangskriver. Albummet er bemærkelsesværdigt for brugen af musique concrète og begrebsmæssige, filosofiske tekster, som også kan findes i mange af bandets andre værker.
Hver side af albummet er et fortsat stykke musik. De fem spor på hver side afspejler forskellige stadier af menneskets liv, der begynder og slutter med et hjerteslag, og udforsker karakteren af menneskets erfaringer, og (ifølge Waters) "indlevelse". "Speak to me" og "Breathe" lægger vægt på de jordiske og indholdsløse elementer af livet, der ledsages af den altid tilstedeværende trussel om galskab og vigtigheden af at leve sit eget liv—"Vær ikke bange for at drage omsorg". Ved at skifte scene til en lufthavn, fremkalder de instrumentale synthesisere på "On the Run" presset og uroen ved at rejse moderne, i særdeleshed Wrights frygt for at flyve. "Time" undersøger den måde, hvorpå tidens gang kan styre ens liv og advarer dem, der forbliver fokuserede på verdslige aspekter; nummeret er efterfulgt af et tilbagetog i ensomhed og tilbagetrækning i "Breathe (Reprise)". Den første side af albummet slutter med Wright og vokalisten Clare Torrys sjælfulde metafor for døden, "The Great Gig in the Sky".

## Indspilningen
Albummet blev indspillet af gruppen og teknikeren Alan Parsons i perioden juni 1972 til januar 1973 i Abbey Road Studios, og undervejs gjorde man brug af den mest avancerede teknik til indspilning af instrumenter og lydeffekter i datiden. Der blev eksperimenteret med surround sound og kvadrofoni, men kvadrofonidelen kom aldrig til at fungere tilfredsstillende for Parsons, da man kom i tidsmangel og ikke havde tilstrækkeligt gode båndoptagere. Kvadrofoni-mikset blev faktisk udgivet, men tiltrak aldrig særlig opmærksomhed. 30 år senere blev masterbåndet til denne udgave fundet frem igen, renset og gjort klar til genudsendelse, men gruppen valgte at satse på en nymikset udgave af surround sound-albummet til genudsendelse. I stedet blev kvadrofoniudgaven lækket på Internettet.
Instrumenterne var ud over traditionelle rockinstrumenter (el-guitar, el-bas, trommer) også avancerede synthesizere. På "On the Run" kan høres en af de første sequencere, der skaber en psykedelisk lyd. En speciel bastromme skaber effekten svarende til hjertelyd på flere numre, herunder "Speak to Me" samt albummets begyndelse og afslutning. Endvidere blev der brugt reallyd i form af mønter, kasseapparater mm. til "Money" og lyde fra ure på "Time". Parsons anvendte ekkoeffekter og båndsløjfer med lyd, så disse lyde fik en rytmisk form.
Også sangen er der specielle forhold omkring. Rick Wright og David Gilmour har flere vokalharmonier, der rammer nærmest perfekt, hvilket ifølge Waters bl.a. skyldes, at deres stemmer lyder næsten ens. Desuden lavede Parsons dobbeltoptagelser af både stemmer og guitar, som er med til at give en særlig lyd.
Gruppen har i eftertiden ind imellem søgt at nedtone Parsons rolle i albummet, men der hersker ikke tvivl om, at han havde en meget stor indflydelse på resultatet. Efterfølgende skabte han sig selv en karriere med The Alan Parsons Project.

## Spor
Alt tekst skrevet af Roger Waters. 
| 1. | "Speak to Me"                           | Mason                          | Instrumental       | 1:30 |
| 2. | "Breathe"                               | Waters, Gilmour, Wright        | Gilmour            | 2:43 |
| 3. | "On the Run"                            | Gilmour, Waters                | Instrumental       | 3:30 |
| 4. | "Time" (indeholder "Breathe (Reprise)") | Mason, Waters, Wright, Gilmour | Gilmour and Wright | 6:53 |
| 5. | "The Great Gig in the Sky"              | Wright, Clare Torry            | Clare Torry        | 4:15 |

| 1. | "Money"               | Waters                 | Gilmour            | 6:30 |
| 2. | "Us and Them"         | Waters, Wright         | Gilmour and Wright | 7:34 |
| 3. | "Any Colour You Like" | Gilmour, Mason, Wright | Instrumental       | 3:24 |
| 4. | "Brain Damage"        | Waters                 | Waters             | 3:50 |
| 5. | "Eclipse"             | Waters                 | Waters             | 1:45 |

## Personale
Pink Floyd
- David Gilmour – vokal, pedal steel og elektrisk guitar, VCS 3 synthesizer, produktion
- Nick Mason – trommer, perkussion, båndeffekter, produktion
- Roger Waters – basguitar, vokal, VCS 3 synthesizer, båndeffekter, produktion
- Richard Wright – keyboard, vokal, VCS 3 synthesizer, produktion

Yderligere musikere
- Dick Parry – saxofon på "Money" og "Us and Them"
- Clare Torry – vokal på "The Great Gig in the Sky", baggrundsvokal
- Lesley Duncan – baggrundsvokal
- Barry St. John – baggrundsvokal
- Liza Strike – baggrundsvokal
- Doris Troy – baggrundsvokal

Produktion
- Alan Parsons – teknikerarbejde
- Peter James – assisterende teknikerarbejde ("Peter Jones" blev skrevet som en fejl i navngivningen på de første eksemplarer af LP'en i USA)
- Chris Thomas – mixing konsulent
- George Hardie – illustrationer, pladeomslag
- Hipgnosis – design, fotografering
- Jill Furmanovsky – fotografering
- James Guthrie – remastering og tilsynsførende på 20-års og 30-års udgaverne, 5.1 mixing på 30-års udgaven
- Doug Sax – remastering 20-års og 30-års udgaverne
- David Sinclair – albumnoter på CD-genudgivelsen
- Storm Thorgerson – design på 20-års og 30-års udgaverne
- Drew Vogel – illustrationer og fotografering ved CD-genudgivelsen

## Hitlister
| Hitliste                          | Placering | Kilde  |
| --------------------------------- | --------- | ------ |
| UK Albums Chart                   | 2         | [ 35 ] |
| U.S. Billboard 200                | 1         | [ 35 ] |
| Australsk album hitliste          | 11        | [ 36 ] |
| Belgisk album hitliste (flamsk)   | 42        | [ 36 ] |
| Belgisk album hitliste (vallonsk) | 28        | [ 36 ] |
| Canadisk album hitliste           | 1         | RPM    |
| Finsk album hitliste              | 10        | [ 36 ] |
| Fransk album hitliste             | 94        | [ 36 ] |
| Italiensk album hitliste          | 2         | [ 36 ] |
| Hollandsk album hitliste          | 30        | [ 36 ] |
| New Zealand album hitliste        | 1         | [ 36 ] |
| Norsk album hitliste              | 2         | [ 36 ] |

## Udvalgte albumsalg
| Land           | Certificering | Salg                      | Sidste certificeringsdato | Kommentar                    | Kilde(r)      |
| -------------- | ------------- | ------------------------- | ------------------------- | ---------------------------- | ------------- |
| Argentina      | 4× Platin     | 240.000+                  | 1. august 1994            |                              | [ 37 ]        |
| Australien     | 11× Platin    | 770.000+                  |                           |                              | [ 38 ]        |
| Østrig         | 2× Platin     | 60.000+                   | 15. maj 2003              |                              | [ 39 ]        |
| Canada         | 2× Diamant    | 2.000.000+                | marts 2003                |                              | [ 40 ]        |
| Tyskland       | 2× Platin     | 1.000.000+                | 1993                      |                              | [ 41 ]        |
| Polen          | Platin        | 100.000+                  | 2003                      |                              | [ 42 ]        |
| Storbritannien | 9× Platin     | 3.956.177 (14. juni 2009) | 15. april 2005            | 6. bedst-sælgende album i UK | [ 43 ] [ 44 ] |
| USA RIAA       | 15× Platin    | 15.000.000+               | 6. april 1998             | 11x Platin i 1990            | [ 45 ]        |
| USA Soundscan  |               | 8.360.000+                |                           | Siden februar 2007           | [ 46 ]        |

## Yderligere læsning
- Mabbett, Andy (1995), The Complete Guide to the Music of Pink Floyd, Omnibus Pr, ISBN 071194301X